# 새정치연합
새정치연합(新政治聯合)은 당시 제19대 국회의원이던 안철수 교수가 창당 시도한 대한민국의 정당이다.
2011년부터 야권은 '안철수 열풍'에 힘입어 20·30·40세대에 폭넓은 지지층을 확보하고 있었던 안철수를 영입하려 애썼었다. 하지만 안철수는 늘 여러 핑계를 대며 제의를 거절했다. 그리고 신당창당을 위한 조직인 새정치연합(새政治聯合)을 2014년 2월 17일 출범시켰다.
새정치연합은 안철수가 중심이 돼서 창당을 준비하던 정당이었다. 창당준비위원회(창준위) 단계까지 있었으나 민주당과 함께 새정치민주연합을 창당하게 되면서 새정치연합의 창당은 중단되었다. 새정치민주연합의 창당을 하루 앞둔 2014년 3월 25일 새정치연합 창준위는 중앙운영위원회 의결을 거쳐 해산하였다. 이후 국민의당으로 이어졌다.

## 역사
2013년 11월, 안철수는 신당 창당을 목표로 국민과 함께하는 새정치 추진위원회(약칭 새정추)라는 이름의 정치 단체를 만들었다. 그는 국회에서 기자회견을 열고 추진위의 지향점은 '창당'이며 2014년 지방선거를 목표로 한다고 밝혔다. 출범 선언문에서 안철수는 민생정치와 생활정치를 강조하며 "우리는 이러한 국민의 절실한 요구에 가치 있는 삶의 정치로 보답하고자 한다"고 말했다. 이에 앞선 11월 10일에는 466명의 실행위원이 공개됐다. 지역별로 서울 113명, 경기 72명, 인천 28명, 대전 32명, 충남 16명, 충북 14명, 광주전남 80명, 전북 61명, 부산경남 41명, 제주 9명이다. 여기에 기존에 발표된 호남지역 실행위원 68명을 더해 총 534명의 실행위원이 발표됐다.
12월 8일 안철수는 추진위원회 공동위원장 등을 발표했다. 추진위의 공동위원장으로는 박호군 전 과학기술부 장관, 윤장현 광주전남 비전21 이사장, 김효석, 이계안 전 의원이 임명됐다. 추진위 소통위원장에는 안철수의 측근 송호창 무소속 의원이, 대변인에는 금태섭 변호사가 임명됐다. 12월 9일에는 추진위의 첫 회의가 열렸고, 이 자리에서 안철수는 "어느 한 쪽에 치우침이 없고 국민 이익을 가장 우선하는 합리적 개혁주의를 지향해야 한다"며 향후 설립될 신당의 방향을 설정했다.
2014년 1월 1일에는 신년을 맞아 국립서울현충원에서 김대중, 이승만, 박정희 묘역을 참배했다. 이 자리에는 안철수, 송호창 등 새정추의 주요 인물들이 참석했다. 이에 대해 진보개혁 진영 일각에서 박정희 묘역 참배 논란이 일자 1월 2일 김효석 공동위원장은 "그것은 전직 대통령에 대한 예우"라며 "우리가 참배했다고 해서 그런 분(박정희)의 리더십을 따라하겠다는 것은 아니다"라고 반박했다.
1월 21일 안철수는 3월 말까지 창당을 하겠다고 밝혔으며, 이후 새정추는 신당의 임시 명칭을 '새정치신당'으로 정했다.
2014년 2월 16일 국민공모를 거쳐서 새정치연합이라는 당명을 확정하고, 다음날 발기인 대회를 개최하였다. 발기인 대회에서는 새정치연합 창당준비위원회의 법적 대표이자 중앙운영위원장으로 안철수 의원이 박수에 의한 만장일치로 추대됐으며, 공동위원장으로는 기존의 새정치추진위원회 공동위원장단이었던 윤여준·박호군·윤장현·김효석·이계안 위원장이 선출됐다. 아울러 이날 374명의 발기인 명단에 이름을 올린 홍근명 전 울산시민연대 대표도 추가로 공동위원장으로 선출됐다.
당색은 새정치추진위원회에서 쓰고 있던 하늘색 혹은 밝은 파랑을 임시로 사용하였다.
그러나 2014년 3월 2일 안철수 대표가 민주당의 김한길 대표와 함께 공동 기자회견을 열어서 기초자치단체 무공천을 고리로 제3지대에 신당(이후 새정치민주연합으로 당명 확정)을 창당하겠다고 전격 발표하였다. 이에 따라 기존 새정치연합의 창당과정은 전면 보류되었으며, 새정치민주연합의 창당을 하루 앞둔 3월 25일에 새정치연합 창당준비위원회가 공식 해산되었다.
한편 새정치연합이라는 이름은 새정치민주연합 창당 과정에서 새정치민주연합의 약칭으로 하기로 합의하였다. 그러나 새정치민주연합 창준위가 등록됐을 시점에 아직 기존 새정치연합 창준위가 남아 있어서 바로 새정치연합을 새정치민주연합의 약칭으로 등록하는 것은 불가능했다. 그래서 새정치연합 창준위가 해산되고 새정치민주연합이 정식 창당될 때 새정치연합을 그 약칭으로 등록하였다.

## 명칭
안철수가 당명에 넣으려던 새정치라는 표현이 새정치국민의당과 유사하다는 지적이 있었다. 새정치신당이라는 임시 명칭이 이미 창당된 새정치국민의당(약칭은 새정치당)과 유사하다는 지적이 있어 대한민국 중앙선거관리위원회가 새정치 측에 주의 공문을 보냈다.
새정추는 국민 공모로 당명을 정하여 2월 16일 새정치연합을 당명으로 발표했다. 안철수 측에 따르면 선거관리위원회는 새정치가 들어가는 이름을 쓸 수 있다고 밝혔다. 그러나 여전히 정당법에 저촉되는 유사당명이라는 지적이 많다. 새누리당의 국회의원인 이노근은 새정치국민의당의 약칭인 새정치당과 새정치연합이 유사하다고 주장했다. 중앙선거관리위원회는 심사를 통해 유사당명인지 결정할 예정이다. 새정치국민의당은 새정치연합측에 1차 경고를 보냈다.
약칭은 따로 없으며, 새정치연합이라는 당명에 대해서 금태섭 대변인은 최종후보작이 새정치미래연합, 새정치실천연대, 새정치연대, 함께새정치당이었다며, "더 강하게 결속돼 있다는 의미가 있어 (연대 대신) 연합을 택했습니다."라고 설명했다. 안철수 의원은 "당 이름에 '새'자가 들어가면 대선에서 이긴다고 하더라"고 농담처럼 말한 바 있다. 실제로, 1997년 새정치국민회의, 2002년 새천년민주당, 2012년 새누리당 등이 모두 집권여당이 되었다.

## 지도부 구성
- 창당준비위원회 중앙운영위원장 : 안철수 (무소속 의원)
- 공동위원장 : 윤여준 (새정치추진위원회 의장, 전 환경부 장관), 박호군 (한독미디어대 총장, 전 과학기술부 장관) , 윤장현 (광주비전21 이사장), 김효석 (전 민주당 의원), 이계안 (전 민주당 의원),[26] 김성식 (전 한나라당 의원),[27] 홍근명 (전 울산시민연대 대표)[28]
- 소통위원장 : 송호창 (무소속 의원)
- 대변인 : 금태섭 (변호사)